# Liste des routes d'État en Idaho
Le Idaho Transportation Department (ITD) est responsable de l'entretien du réseau de routes d'État en Idaho. Le bouclier consiste en un fond blanc portant une numérotation noire ainsi que la forme de l'État en noir.

## Liste des routes d'État
| Numéro | Longueur (mi) | Longueur (km) | Terminus sud / ouest                                     | Terminus nord / est                                                    | Créée | Notes                                   |
| ------ | ------------- | ------------- | -------------------------------------------------------- | ---------------------------------------------------------------------- | ----- | --------------------------------------- |
| SH-1   | 12,28         | 19,76         | US 95 près de Copeland                                   | Route 21 à la frontière canadienne à Porthill                          | 1932  |                                         |
| SH-3   | 117,68        | 189,39        | US 12 près de Spalding                                   | I-90 près de Rose Lake                                                 | 1953  |                                         |
| SH-4   | 7,38          | 11,88         | I-90 à Wallace                                           | National Forest Road No. 7623 à Burke                                  | 1929  |                                         |
| SH-5   | 19,14         | 30,80         | US 95 à Plummer                                          | SH-3 à Saint Maries                                                    | 1929  |                                         |
| SH-6   | 40.645        | 65.412        | SR 272 à la frontière de l'État de Washington            | SH-3 près de Santa                                                     | 1929  |                                         |
| SH-7   | 16,56         | 26,66         | Russell Ridge Road près d'Orofino                        | Old Highway 7 à Ahsahka                                                | 1929  |                                         |
| SH-8   | 53,59         | 86,24         | SR 270 à la frontière de l'État de Washington à Moscow   | 1st Street à Elk River                                                 | 1929  |                                         |
| SH-9   | 13,52         | 21,76         | SH-8 près de Deary                                       | SH-6 près d'Harvard                                                    | 1965  |                                         |
| SH-11  | 42,48         | 68,37         | US 12 à Greer                                            | Forest Service Road No. 247 près de Headquarters                       | 1929  |                                         |
| SH-13  | 26,39         | 42,47         | US 95 à Grangeville                                      | US 12 près de Kooskia                                                  | 1929  |                                         |
| SH-14  | 49,52         | 79,69         | SH-13 près de Harpster                                   | Airport Road à Elk City                                                | 1929  |                                         |
| SH-16  | 16,01         | 25,76         | US 26 près de Star                                       | SH-52 à Emmett                                                         | 1929  |                                         |
| SH-19  | 19,92         | 32,05         | OR 201 à la frontière de l'Oregon                        | I-84 Business à Caldwell                                               | 1929  |                                         |
| SH-21  | 130,87        | 210,61        | I-84 à Boise                                             | SH-75 à Stanley                                                        | 1929  |                                         |
| SH-22  | 43,94         | 70,71         | SH-33 près de Howe                                       | I-15 à Dubois                                                          | 1929  |                                         |
| SH-24  | 67,53         | 108,68        | I-84 / US 30 à Heyburn                                   | US 93 à Shoshone                                                       | 1929  |                                         |
| SH-25  | 58,05         | 93,42         | I-84 près de Jerome                                      | I-84 / SH-77 près de Declo                                             | 1929  |                                         |
| SH-27  | 26,56         | 42,75         | Main Street à Oakley                                     | SH-25 à Paul                                                           | 1950  |                                         |
| SH-28  | 135,65        | 218,30        | SH-33 près de Mud Lake                                   | US 93 à Salmon                                                         | 1929  |                                         |
| SH-29  | 13,61         | 21,91         | SH-28 à Leadore                                          | Montana Secondary Highway 324 à la frontière du Montana à Bannock Pass | 1953  |                                         |
| SH-31  | 21,03         | 33,84         | US 26 à Swan Valley                                      | SH-33 à Victor                                                         | 1934  |                                         |
| SH-32  | 28,39         | 45,68         | SH-33 près de Tetonia                                    | SH-47 près d'Ashton                                                    | 1929  |                                         |
| SH-33  | 155,08        | 249,58        | US 20 / US 26 près d'Arco                                | WYO 22 à la frontière du Wyoming                                       | 1929  |                                         |
| SH-34  | 105,98        | 170,56        | US 91 / SH-36 à Preston                                  | WYO 239 à la frontière du Wyoming                                      | 1929  |                                         |
| SH-36  | 73,31         | 117,99        | I-15 près de Malad City                                  | US 89 à Ovid                                                           | 1962  |                                         |
| SH-37  | 31,23         | 50,26         | Limite des comtés d'Oneiia et de Power près de Holbrook  | I-86 près d'American Falls                                             | 1929  |                                         |
| SH-38  | 23,44         | 37,72         | North Holbrook Road près de Holbrook                     | I-15 à Malad City                                                      | 1985  | Faisait anciennement partie de la SH-37 |
| SH-39  | 52,92         | 85,17         | I-86 à American Falls                                    | US 26 à Blackfoot                                                      | 1929  |                                         |
| SH-40  | 2,74          | 4,41          | I-15 près de Downey                                      | US 91 à Downey                                                         | 1972  |                                         |
| SH-41  | 39,06         | 62,86         | I-90 à Post Falls                                        | US 2 à Oldtown                                                         | 1931  |                                         |
| SH-43  | 3,87          | 6,23          | US 26 à Beachs Corner                                    | US 20 à Ucon                                                           | 1978  |                                         |
| SH-44  | 23,09         | 37,16         | I-84 près de Caldwell                                    | US 20 / US 26 à Garden City                                            | 1934  |                                         |
| SH-45  | 17,99         | 28,94         | SH-78 à Walters Ferry                                    | I-84 Business à Nampa                                                  | 1934  |                                         |
| SH-46  | 43,05         | 69,29         | I-84 près de Wendell                                     | US 20 près de Fairfield                                                | 1935  |                                         |
| SH-47  | 12,42         | 19,99         | US 20 à Ashton                                           | Forêt nationale de Caribou-Targhee près de Warm River                  | 1958  |                                         |
| SH-48  | 24,41         | 39,28         | I-15 près de Roberts                                     | US 26 Business à Ririe                                                 | 1935  |                                         |
| SH-50  | 8,09          | 13,02         | US 30 près de Kimberly                                   | SH-25 près d'Eden                                                      | 1938  |                                         |
| SH-44  | 93,60         | 150,63        | NV 225 à la frontière du Nevada                          | I-84 Business à Mountain Home                                          | 1938  |                                         |
| SH-52  | 54,13         | 87,11         | OR 52 à la frontière de l'Oregon à Payette               | SH-55 à Horseshoe Bend                                                 | 1938  |                                         |
| SH-53  | 14,26         | 22,94         | SR 290 à la frontière de l'État de Washington            | US 95 près de Hayden                                                   | 1938  |                                         |
| SH-54  | 15,44         | 24,85         | SH-41 à Spirit Lake                                      | Main Avenue à Bayview                                                  | 1953  |                                         |
| SH-55  | 156,05        | 251,13        | US 95 près de Marsing                                    | US 95 à New Meadows                                                    | 1967  |                                         |
| SH-57  | 37,23         | 59,92         | US 2 à Priest River                                      | Reeder Creek Road à Nordman                                            | 1953  |                                         |
| SH-58  | 2,94          | 4,74          | SR 278 à la frontière de l'État de Washington            | US 95 près de Worley                                                   | 1953  |                                         |
| SH-60  | 5,51          | 8,87          | SR 274 à la frontière de l'État de Washington            | US 95 près de Tensed                                                   | 1959  |                                         |
| SH-61  | 0,74          | 1,19          | WYO 89 à la frontière du Wyoming                         | US 89 à Geneva                                                         | 1953  |                                         |
| SH-62  | 15,41         | 24,80         | US 95 Business à Craigmont                               | SH-64 / SH-162 à Nezperce                                              | 1953  |                                         |
| SH-64  | 15,41         | 24,80         | SH-62 / SH-162 à Nezperce                                | SH-162 à Kamiah                                                        | 1962  |                                         |
| SH-66  | 0,99          | 1,60          | Palouse Cove Road à la frontière de l'État de Washington | US 95 près de Viola                                                    | 1953  |                                         |
| SH-67  | 8,95          | 14,40         | Mountain Home Air Force Base                             | SH-51 à Mountain Home                                                  | 1953  |                                         |
| SH-69  | 8,01          | 12,89         | Orchard Avenue à Kuna                                    | I-84 / US 30 / SH-55 à Meridian                                        | 1953  |                                         |
| SH-71  | 28,73         | 46,24         | US 95 à Cambridge                                        | OR 86 à la frontière de l'Oregon                                       | 1956  |                                         |
| SH-72  | 1,99          | 3,20          | US 30 près de New Plymouth                               | SH-52 à Hamilton Corner                                                | 1972  | Ancien alignement de la US 30           |
| SH-74  | 7,84          | 12,61         | US 93 près de Knull                                      | US 30 à Twin Falls                                                     | 1953  |                                         |
| SH-75  | 170,67        | 274,66        | US 26 / US 93 à Shoshone                                 | US 93 près de Challis                                                  | 1977  | Ancien alignement de la US 93           |
| SH-77  | 30.676        | 49.368        | SH-81 à Malta                                            | I-84 / SH-25 près de Declo                                             | 1953  |                                         |
| SH-78  | 99,72         | 160,48        | SH-55 à Marsing                                          | I-84 Business à Hammett                                                | 1972  |                                         |
| SH-79  | 2,56          | 4,13          | I-84 à Jerome                                            | SH-25 à Jerome                                                         | 1953  |                                         |
| SH-81  | 33,98         | 54,68         | SR-42 à la frontière de l'Utah                           | US 30 à Burley                                                         | 1970  |                                         |
| SH-87  | 9,13          | 14,70         | US 20 à Island Park                                      | MT 87 à la frontière du Montana à Raynolds Pass                        | 1967  |                                         |
| SH-97  | 35,75         | 57,53         | SH-3 près de Harrison                                    | I-90 près de Coeur d'Alene                                             | 1977  |                                         |
| SH-99  | 11,69         | 18,81         | SH-3 à Kendrick                                          | SH-8 à Troy                                                            | 1961  |                                         |
| SH-128 | 2,20          | 3,54          | SR 128 à la frontière de l'État de Washington à Lewiston | US 12 à Lewiston                                                       | 1989  |                                         |
| SH-162 | 31,08         | 50,01         | SH-62 / SH-64 à Nezperce                                 | US 12 à Kamiah                                                         | 1993  |                                         |
| SH-167 | 16,32         | 26,26         | SH-78 à Grand View                                       | SH-67 près de Mountain Home Air Force Base                             | 2010  |                                         |
| SH-200 | 33,17         | 53,38         | US 2 / US 95 à Ponderay                                  | MT 87 à la frontière du Montana                                        | 1967  |                                         |
|        |               |               |                                                          |                                                                        |       |                                         |